# Flint Island
Flint Island (tidigare bland annat  Anne Island och Staver Island) är en ö i Polynesien som tillhör Kiribati i Stilla havet.

## Geografi
Flint Island är en ö bland Line Islands och ligger cirka 1 450 km sydöst om huvudön Kiritimati. Dess geografiska koordinater är 11°25′ S och 151°48′ V.
Ön är en obebodd korallö och har en areal om cirka 3 km². Den är långsmal med en längd på cirka 4 km och är cirka 0,8 km bred och omges av ett korallrev. Den högsta höjden är på endast cirka 7 m ö.h.

## Historia
Ön upptäcktes 1801 utan närmare uppgifter om personer.
USA gjorde anspråk på ön 1856 och utarrenderade den till det brittiska företaget Houlder Brothers and Co som bröt guano på ön mellan 1875 och 1880. Under denna period förstördes det mesta av öns ursprungliga växtliv.
Flint Island annekterades av Storbritannien och den införlivades 1916 i kolonin Gilbert och Elliceöarna, en del i det Brittiska Västra Stillahavsterritoriet.
Från 1881 odlades kokospalmer för att utvinna kopra, denna produktion lades slutligen ned i början på 1930-talet.
1979 införlivades ön i den nya nationen Kiribati.